# 浜野政随
浜野 政随（はまの しょうずい/まさゆき、1696年（元禄9年）- 1769年11月23日（明和6年10月26日））は、江戸時代中期の装剣金工家である。通称は太郎兵衛。号は乙柳軒、味墨、半圭子等。浜野派の祖。

## 経歴・人物
江戸の神田生まれ。奈良派に属する奈良利寿の門人となり、装剣金工を学ぶ。後に師匠の作風を受け継いだ小さな模様を使った装剣を製作した。後に大柄な作品となり、浜野派が生まれた。またこの頃、横谷宗珉が創始した横谷派や師匠の奈良派と共に江戸での装剣金工の三派のひとつとなり、一躍有名となった。
作品は縁頭が多数を占めるが、小柄や目貫、鍔等も少数であるが多岐に渡った。素材も鉄を大多数を占めるが、銅や朧銀等もあった。作風は独創的で、「高肉彫り」と呼ばれる斬新で緻密な技法な作品を多く残した。この技法は奈良三作（師匠の利寿、杉浦乗意、土屋安親）にも使用している。死後5代に渡り、政随と名乗った。

## 主な弟子

### 直弟子
- 浜野兼随（2代目政随）- 政随の次男でもある。
- 初代浜野矩随

### 孫弟子
- 浜野（遠山）直随 - 初代浜野矩随の弟子。

### 曾孫弟子
- 岩間政盧 - 直随の弟子。

## 主な作品
- 『葦に鷺図鍔』